# Código fonético (memorización)
El código fonético, también conocido como sistema mayor o método Hérigone, es un método mnemotécnico creado para facilitar la memorización de números, asociando cada cifra con uno o varios fonemas.

## Descripción

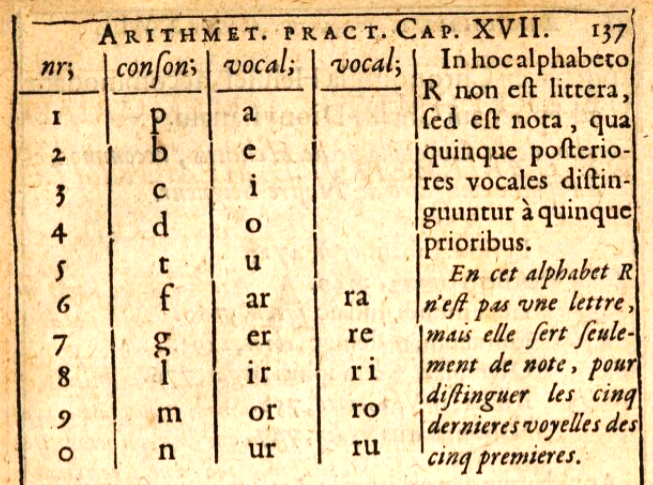
Método Herigone

Creado por Pierre Herigone en 1634, el código fonético asigna a cada cifra una o más letras que representan distintos sonidos y, entonces, para recordar cualquier número, se construye una frase con las letras representativas.
La tabla de equivalencia más usada es la de Harry Lorayne:
| Dígito | Nemónico                            | Comentario                                                                                      |
| ------ | ----------------------------------- | ----------------------------------------------------------------------------------------------- |
| 0      | r, rr                               | El cero tiene la R (no se usa la C porque estará asociada con el 4). La RR es de misma familia. |
| 1      | t, d                                | El 1 parece una T. La D se parece fonéticamente.                                                |
| 2      | n, ñ                                | El 2 parece una N tumbada y tiene 2 patitas                                                     |
| 3      | m                                   | La M parece un 3 tumbado y tiene 3 patitas                                                      |
| 4      | c (fuerte), k, q                    | El 4 empieza por C. La Q y K se parecen fonéticamente                                           |
| 5      | l, ll, y (solo sonido consonántico) | El número romano L es 50. La LL es de misma familia.                                            |
| 6      | s, z, c (débil)                     | El 6 empieza por S. Z y C se parecen fonéticamente                                              |
| 7      | f, j                                | El 7 parece una F al revés y tiene forma de J                                                   |
| 8      | g, ch                               | El 8 tiene la Ch y la G parece un 8                                                             |
| 9      | v, b, p                             | El 9 parece una b tumbada y la p y la v es similar fonéticamente                                |

Así, el número 34281 de una casa se podría representar, entre otras, por la frase: «máquina chata» e imaginar vívidamente que una locomotora impacta contra la casa y queda chata, o "mico negado" imaginando un gran mico que asoma por la ventana de esa casa y que mueve la cabeza negativa y violentamente, etc.
Aunque estas imágenes pudieran parecer ridículas, son muy efectivas, pues se graban en la memoria con mayor facilidad que una imagen común. Es claro que al principio pudieran olvidarse algunos casos después de unos momentos, pero mientras más se practique la técnica obtendrán mejoras rápidamente.
También es útil contar para los primeros cien números con una lista de palabras previamente conformadas usando la tabla de equivalencia anterior. El disponer de esta lista dará a los principiantes mayor rapidez al descomponer un número en varias palabras. Una vez descompuesto un número en varias palabras, queda la tarea de memorizarlas en un orden correcto. La memorización de estas palabras puede lograrse mediante el método de loci o la técnica de la cadena.

## Casilleros numéricos
Al utilizar la tabla de equivalencia anterior se puede construir una lista de palabras representadas por imágenes asociadas a los números del 0 al 99 (asociando siempre la misma imagen al mismo número). Este código se puede usar para asignar una posición a cada palabra o frase de otra lista que se desee recordar; por ejemplo, para recordar que «el artículo 41 se refiere a la autonomía universitaria» se puede visualizar un «cohete universitario» en el que se dicten cursos a lo largo del sistema solar; así, el tema «universidad» estará ligado a la imagen de «cohete» el cual representa al número 41 del casillero. Mediante este código se podrá recordar una lista en orden, en orden inverso o por el lugar que ocupa en la lista. Se recomienda hacer una pequeña prueba: el resultado será sorprendente. 
Otro ejemplo de código nemotécnico aplicado sin el uso de números es tomar una poesía o canción ya conocida, memorizada desde hace mucho tiempo, y usando los sustantivos o las frases de la misma, representándolos con imágenes siempre iguales, asociar otra lista cualquiera, como las compras del supermercado, por medio de una asociación de escenas en donde intervienen las imágenes de ambas listas que deberán ser lo más vívidas, exageradas e inusuales que sea posible, para que sean fáciles de recordar. A la hora de hacer las compras, solo hay que repetir la canción: ¡lo que hay que comprar pasa por la mente con poco esfuerzo! No importa que el poema se use al día siguiente para unas compras diferentes, las nuevas asociaciones reemplazarán a las anteriores. Recuérdese que el método solo es un apoyo: la memoria tradicional entra en acción inmediatamente, además de fortalecerse.
Hay un gran número de aplicaciones: por ejemplo, recordar las actividades diarias, las fechas de compromisos (mediante palabras que representan mes/día), las fechas de un examen de historia, frases que representan fórmulas y símbolos, asociar palabras nuevas de un idioma (mediante imágenes que representen su pronunciación) con su significado en español, etc.